# Lorine Chebet
Pour les articles homonymes, voir Chebet.
Lorine Chebet est une joueuse kényane de volley-ball née le 8 octobre 1999.

## Biographie
Elle fait partie de l'équipe du Kenya féminine de volley-ball.
Elle participe au Championnat du monde féminin de volley-ball 2010, avec laquelle elle participe au championnat du monde 2018,.

## Clubs
- 2017-2018  Kenya Prisons